# Хименес Пиночет, Оскар
Оскар Хименес Пиночет (исп. Óscar Jiménez Pinochet, 12 апреля 1915 года, Сантьяго, Чили — 15 марта 1994 года, там же) — чилийский врач и политический деятель радикального толка, дипломат. Министр земель и колонизации Чили (1957) в правительстве Карлоса Ибаньеса, министр здравоохранения Чили (1970—1971) в правительстве Сальвадора Альенде. Посол Чили в ВНР (1971—1973).

## Биография
Родился в семье полковника чилийской армии Луиса Хименеса Баррьентоса и Бланки Пиночет Меса. По материнской линии приходился 4-юродным братом Аугусто Пиночету. Благодаря положению отца, смог поступить в престижный Национальный институт имени генерала Хосе Мигеля Карреры, однако вместо военной карьеры решил посвятить себя медицине и поступил в Католический университет Чили, откуда вскоре перешёл в Чилийский университет. В 1940 году окончил последний, получив диплом врача-хирурга.
Во время учёбы в Чилийском университете сблизился с праворадикально настроенными студентами нацистского толка. В 1937 году вступил в Национал-социалистическое движение Чили (НСДЧ) Хорхе Гонсалеса фон Марееса. 21 мая того же года принял участие в террористическом акте, когда штурмовики НСДЧ у здания Национального Конгресса атаковали кортеж президента страны Артуро Алессандри флаконами со слезоточивым газом (которые были изготовлены Хименесом).
Являлся одним из организаторов попытки фашистского вооружённого путча 5 сентября 1938 года, в ходе которой координировал действия штурмовых отрядов НСДЧ по радио. На следующий день после подавления путча вместе с фон Мареесом сдался властям и был приговорён к 15-ти годам тюремного заключения, однако после победы на президентских выборах Педро Агирре Серды был помилован и уже 24 декабря того же года вышел на свободу. После этого временно отошёл от политической деятельности (поддерживая при этом Карлоса Ибаньеса и ибаньистов) и больше 10 лет занимался работой по специальности. После Второй мировой войны и окончательного запрета НСДЧ вступил в проибаньистскую Лейбористскую аграрную партию.
После победы Ибаньеса на президентских выборах 1952 года был назначен заместителем министра здравоохранения Чили, а в апреле 1957 года — министром земель и колонизации, но уже в начале июля отправлен в отставку и исключён из партии за поддержку министра внутренних дел Хорхе Аравены, выступившего против повышения цен на продовольственные товары. Вернулся к медицинской практике и перешёл в Демократическую национальную партию (ПАДЕНА), откуда вышел после её раскола в 1967 году, вступив в Социал-демократическую партию Чили.
Вернулся в политику после победы на президентских выборах 1970 года кандидата от левой коалиции «Народное единство» (в состав которой входила СДПЧ) Сальвадора Альенде, получив пост министра здравоохранения страны. После реорганизации правительства был назначен послом Чили в Венгерской Народной республике. Проводил курс президента Альенде и министра иностранных дел Клодомиро Альмейды на сближение Чили с социалистическим лагерем.
После объединения Социал-демократической партии с Радикальной партией вступил в неё и оставался членом этой партии до смерти.
Не принял свержения правительства Народного единства, отказался подчиняться военной хунте и возвращаться в страну, де-факто перестав быть послом из-за разрыва новыми властями дипломатических отношений с социалистическими странами, включая Венгрию. По приглашению Яноша Кадара остался в Будапеште, но в 1975 году переехал в Аргентину и оттуда нелегально вернулся в Чили, уйдя из политики и вернувшись к медицинской практике.
Скончался 15 марта 1994 года в Сантьяго.
В 1939 году женился на Элиане де ла Хара Парада, сестре будущего депутата Палаты депутатов от Христианско-демократической партии Ренато де ла Хары. В браке родилось шестеро детей, двое из которых также будут занимать министерские посты (Хорхе Хименес, тоже врач, станет министром здравоохранения в правительстве Патрисио Эйлвина, а Моника Хименес — министром образования в правительстве Мишель Бачелет).